# Sam Mangwana
 (août 2023).
Si vous disposez d'ouvrages ou d'articles de référence ou si vous connaissez des sites web de qualité traitant du thème abordé ici, merci de compléter l'article en donnant les références utiles à sa vérifiabilité et en les liant à la section « Notes et références ».
Sam Mangwana, né le 21 février 1945 à Kinshasa, est un chanteur et musicien congolo-angolais.

## Biographie
Né de parent angolais originaire de la province de Uíge, de la ville de Mucaba (en). En 1971, Phonogramme Congo, une filiale de Philips en république démocratique du Congo désigne le manager Jhomos Mobhe pour enregistrer les orchestres locaux. Il a travaillé avec Tabu Ley Rochereau (au sein d'African Fiesta, d'African Fiesta National et plus tard d'Afrisa International) et avec Franco (TPOK Jazz), a créé plusieurs groupes (Festival des maquisards, African All Stars) et enregistré de nombreux disques au cours de sa longue carrière, tel que Waka Waka, Bana Ba Cameroun, Suzanna, Maria Tebbo, Nakupenda, Kabibi, Bowane, Kiyedi, Fati mata, Zela Ngai Nasala, Zala Sportif, Ibrahim, Aladji, Belle-mère, La Fête au Village, PAPA BONBON, jalous jalous, Matinda.

## Discographie
Avec Festival des Maquisards
- Waka Waka, 1978
- Maria Tebbo, 1979
- Georgette Eckins, 1979
- Matinda, 1979
- Affaire Disco, 1981
- Est-ce Que Tu Moyens?, 1981
- Cooperation, 1982
- Affaire Video, 1982
- N'Simba Eli, 1982
- Bonne Annee, 1983
- In Nairobi, 1984
- Aladji, 1987
- For Ever, 1989
- Lukolo, 1989
- Capita General, 1990
- Megamix, July 1990
- Rumba Music, 1993
- No Me Digas No, 1995
- Galo Negro, 1998
- Sam Mangwana Sings Dino Vangu, 2000
- Volume 1 Bilinga Linga 1968/1969, June 2000
- Volume 2 Eyebana 1980/1984, June 2000
- Very Best of 2001, March 2001
- Cantos de Esperanca, April 2003
- Lubamba, December 2016

Avec TPOK Jazz
- Lufua Lua Nkadi - Chanté par Sam Mangwana, Michel Boyibanda, Josky Kiambukuta et Lola Checain en 1972